# Língua tsamai
Tsamai (também Ts'amay, S'amai, Tamaha, Tsamako, Tsamakko, Bago S'amakk-Ulo, Kuile, Kule, Cule) é uma língua afro-asiática falada na Etiópia., sendo parte do “continuum dialetal Dullay.

## Falantes
Pelo censo de 1994 eram 8.260 falantes, dos quais 5.298 era monolíngues, numa população étnica de 9.702. Usam também a língua konso. Hoje são 18 mil falantes, incluindo 1.200 que têm o Tsamai como segunda língua. São pastores ou agricultores com nível de alfabetização menor que 1% na sua língua e 3% nas outras línguas. Vivem na região do rio Omo, lago Chamo.

## Similaridades
Os falantes têm dificuldade para entender a língua Gawwada [gwd]. A língua se relaciona com o birale, sendo a mais divergente no grupo. Tem similaridade de 56% a 73% com Gawwada, 61% com Bussa [dox], 31% com Konso [kxc].